# Im Reich der Sinne
Im Reich der Sinne (japanisch 愛のコリーダ Ai no korīda) ist der wohl bekannteste Film des japanischen Regisseurs Nagisa Ōshima. Er sorgte bei seinem Erscheinen für einen Skandal. Der Film beruht auf einer wahren Begebenheit um Abe Sada, die sich so ähnlich 1936 in Japan zugetragen hat.

## Handlung
Kichizō ist der Besitzer eines Geisha-Hauses, in dem Abe Sada als Dienerin und Prostituierte arbeitet. Zwischen den beiden entwickelt sich eine leidenschaftliche Beziehung. Kichizō verlässt schließlich seine Familie, um ganz bei Sada zu sein – mehr und mehr verfällt er ihr.
Abgeschottet von der Außenwelt geben sich die beiden ganz der grenzenlosen sexuellen Begierde hin. Gemeinsam tauchen sie immer tiefer in die Welt der Leidenschaft bis hin zum Lustschmerz ein. Ihre Lust bricht mit sämtlichen Tabus und führt schließlich zu Kichizōs Tod, denn Sada tötet ihn auf seinen Wunsch hin beim Liebesakt. Der Film endet mit einer Penektomie, dem Abschneiden des Penis.

## Erstaufführung und Beschlagnahme
Nagisa Ōshima drehte in Tokio, musste das Filmmaterial allerdings zur Entwicklung und Fertigstellung nach Paris schicken, „weil kein japanisches Laboratorium es anzurühren wagte.“ (David Robinson)
Als der fertige Film bei der Berlinale 1976 in Berlin gezeigt werden sollte, kam es zum Eklat. Nachdem der Film von der B.Z. als „Der größte Porno aller Zeiten“ angekündigt wurde, nahm an der Premiere auch ein Staatsanwalt zusammen mit einem Richter und zwei Polizisten teil. Die Staatsanwaltschaft beschlagnahmte den Film direkt nach der Premiere als „harte Pornografie“. Daran änderte auch die Stellungnahme der Arbeitsgemeinschaft der Filmjournalisten auf der Berlinale nichts, die dem Film „hohe künstlerische Qualität sowie wichtige politische und ästhetische Einsichten“ bescheinigte.

## Juristische Auseinandersetzungen
Es war das erste Mal, dass ein Film bei einem großen internationalen Festival von der Staatsanwaltschaft eingezogen wurde. Obwohl der Skandalfilm in der Presse kritisch aufgenommen worden war, sprachen sich die Medien mehrheitlich gegen ein Filmverbot aus. Der damalige Berliner Justizsenator Hermann Oxfort sah durch das Verhalten der Staatsanwaltschaft gar das Ansehen Berlins gefährdet. Die 17. Strafkammer des Berliner Landgerichts wies eine Beschwerde gegen die Beschlagnahme, die auf Grundlage von § 184 StGB erfolgt war, zunächst jedoch zurück. Die 12. Große Strafkammer des Landgerichts dagegen kam in ihrem Urteil vom 17. März 1977 zum Schluss, dass es sich bei dem Film um keine Pornografie handele. Am 17. Januar 1978 wies der Bundesgerichtshof schließlich die Revision der Staatsanwaltschaft zurück. Damit folgten beide Gerichte der Argumentation Horst von Hartliebs, der als Verteidiger des Films auftrat.

## Freigabe
Daraufhin wurde der Film ungekürzt freigegeben, obwohl der Vorsitzende der FSK Ernst Krüger und der Prüfer Ludwig Boersch zu bedenken gaben, dass der Film sexuelle Praktiken zur Schau stelle, die die FSK niemals hätte ungeschnitten passieren lassen. Dessen ungeachtet erhielt Im Reich der Sinne von der Filmbewertungsstelle das Prädikat „besonders wertvoll“. 1978 kam der Film in Deutschland bundesweit in die Kinos, nachdem der Spiegel-Herausgeber Rudolf Augstein zur Unterstützung extra den Rudolf Augstein Filmverleih gegründet hatte. In Japan dagegen gab es nur eine stark gekürzte Version zu sehen.
Trotz expliziter Sex-Szenen gilt Im Reich der Sinne nicht als pornographischer Film. Es ist vielmehr die Geschichte einer Beziehung, in deren Verlauf sich die Personen verändern und nach und nach den Bezug zum Alltag verlieren. Kichizō, der Arbeitgeber und zu Anfang der Fordernde, unterwirft sich immer mehr. Sada, die Dienerin und Untergebene, übernimmt die Führung und treibt die beiden mit zunehmend extremeren sexuellen Wünschen dem tragischen Ende entgegen.
Obwohl Krüger und Boersch in ihrer Stellungnahme befürchteten, dass „im Blick auf Im Reich der Sinne kaum noch eine einigermaßen sichere Grenze zu ziehen sein“ werde, änderte sich danach nichts an der bisherigen Entscheidungspraxis der FSK und der Juristenkommission. Dies wurde dann auch nicht weiter kritisiert, da die Medien prominenten Skandalfilmen eine ganz andere Aufmerksamkeit zuteilwerden ließen als den üblichen Sexfilmen.

## Hintergrund
- Der Film war offiziell eine französische Produktion und wurde auch in Frankreich geschnitten, um die japanischen Zensurvorschriften zu umgehen. Bei der Übersetzung ins Englische unterlief jedoch ein Fehler. Der französische Titel lautet L’empire des sens. Der US-amerikanische Übersetzer nahm an, dass das im Produktionsmaterial vorangestellte, sich eigentlich auf die Mitwirkenden des Films beziehende französische Dans Teil des Titels sei, und übersetzte es mit In the. Der sich so ergebende englische Titel In the Realm of the Senses diente dann häufig als Vorlage weiterer nationaler Titelbezeichnungen, auf Deutsch beispielsweise Im Reich der Sinne. Der vom Regisseur gewählte japanische Titel Ai no Korīda bedeutet wiederum Stierkampf der Liebe, wobei das japanische Korīda dem spanischen corrida (Stierkampf) entlehnt ist.
- Eine frühere filmische Umsetzung der auf Tatsachen basierenden Geschichte erschien unter dem Titel „Die Geschichte der Abe Sada“ (Jitsuroku Abe Sada). Regisseur war Noboru Tanaka. Auch in einer Episode von Teruo Ishiis Episodenfilm Meiji, Taishō, Shōwa: Ryōki Onna Hanzaishi wird der Fall thematisiert.

## Kritiken
- Lexikon des internationalen Films: „Oshima verzichtet sowohl auf narrative Ausschmückung der Handlung als auch auf psychologische Motivation der Figuren, stattdessen beschreibt der Film in äußerster ästhetischer Reduktion die menschliche Sexualität als eine nicht kontrollierbare, in letzter Konsequenz zerstörerische Kraft.“[5]
- Richard Eder spricht dem Film in der New York Times die Eigenschaft als Kunstwerk ab, in dieser Hinsicht sei er ein klarer Fehltritt (blunder). Wenn der barbarische Akt am Ende auch der Logik der Handlung entspreche, so entbehre er jedoch jeder emotionalen Rechtfertigung.[6]